# 叶橘泉
叶橘泉（1896年—1989年7月7日），原名觉铨，浙江湖州人，中医药学家，中国科学院院士。

## 生平
叶橘泉早年拜师学医，四年后独立行医。1924年参加恽铁樵函授中医学校学习。1930年代前往苏州设诊所创业。他还曾任苏州国医研究院讲师、国医专科学校方剂和药物学教授。
中华人民共和国成立后，他出任江苏省中医院院长。1955年当选中国科学院生物学地学部学部委员（院士）。1957年起，历任江苏省卫生厅副厅长、江苏省中医研究所所长、中国医学科学院江苏分院副院长、南京药学院副院长等职。此外，他还是中国农工民主党中央副主席，第三、四届全国政协委员，第五至七届全国政协委员。1980年加入中国共产党。
1989年逝世，享年93岁。